# Lysimachos
Lysimachos sau Lisimah (în greacă: Λυσίμαχος; n. cca. 360 î.Hr. – d. 281 î.Hr.) a fost un general macedonean. După moartea lui Alexandru cel Mare devine satrap al Traciei (321-306 î.Hr.). În anul 306 î.Hr. s-a proclamat rege al Traciei (care-i extindea autoritatea și asupra Dobrogei). A purtat războaie cu Dromihete, regele get de la nordul Dunării, dar a fost înfrânt. Moare în 281 î.Hr.

## Ascensiunea
Lisimah s-a născut în 362/361 î.Hr., ca al doilea fiu al lui Agathocles și a soției sale, probabil, numită Arsinoe, iar bunicul său patern ar fi fost Alcimachus. Tatăl său a fost un nobil de rang înalt care a fost un prieten apropiat al lui Filip al II-lea al Macedoniei și un favorit al casei Argead. Lisimah cu frații săi au crescut cu statut de macedoneni, ocupând poziții importante în cercul lui Alexandru și educat la curtea din Pella.
A fost, probabil, numit somatophylax (membru al gărzii de corp al regelui) în timpul domniei lui Filip al II-lea. Iar pe durata campaniilor persane ale lui Alexandru Macedon, a fost unul dintre cei 7 membri ai gărzii lui de corp. În 324 î.Hr., în Susa, el a fost încoronat în semn de recunoaștere pentru acțiunile sale în India. După moartea lui Alexandru Macedon în 323 î.Hr., a fost numit de guvernul din Tracia strategos.

## Diadohi
În 315 î.Hr., s-a aliat cu Cassandru[nefuncțională]
, Ptolemeu I Soter și Seleucus I Nicator împotriva lui Antigonus I Monophthalmus, care, însă, îi deturna atenția de la triburile tracilor și sciților. În 309 î.Hr., a fondat Lysimachia pentrua a conecta Chersonese cu continentul. A urmat exemplul lui Antigonus I în a lua titlul de rege.
În 306 sau 305 î.Hr., și-a asumat titlul de "rege", pe care l-a păstrat până la moartea din 281 î.Hr.
În 302 î.Hr., când a doua alianță între Cassandru, Ptolemeu I și Seleucus a fost încheiată, Lisimah, sprijinit de trupele lui Cassandru, a intrat în Asia Mică unde a întâlnit o mică rezistență. La apropierea lui Antigonus s-a retras lângă Heraclea Pontica, căsătorindu-se cu regina văduvă Amastris, o prințesă persană. Seleucus i s-a alăturat în 301 î.Hr., iar în bătălia de la Ipsus Antigonus a fost învins și ucis. Puterile sale au fost împărțite între învingători. Partea lui Lisimah a fost Lidia, Ionia, Frigia și coasta de nord a Asiei Mici.
Sentimentul că Seleucus a devenit periculos, Lisimah s-a aliat acum cu Ptolemeu I, căsătorindu-se cu fiica acestuia Arsinoe a II-a. Amastris, care a divorțat de el, s-a întors la Heraclea. Când fiul lui Antigonus I, Demetrius I, a reînoit ostilitățile (297 î.Hr.), în timpul absenței sale din Grecia, Lisimah a ocupat orașele sale din Asia Mică, dar în 294 î.Hr. a încheiat o pace cu Demetrius care fusese recunoscut conducător al Macedoniei.
În 288 î.Hr., Lisimah și Pyrrhus din Epir, au invadat Macedonia, și l-au obligat pe Demetrius să părăsească țară. Lisimah a plecat lăsându-l pe Pyrrhus din Epir în posesia Macedoniei cu titlul de rege în jur de șapte luni. Pentru scurt timp cei doi au decis în comun, dar în 285 î.Hr. Lisimah l-a eliminat pe Pyrrhus.

### Conflictul cu geții
În anul 300 î.Hr. are loc un conflict armat între uniunea de triburi geto-dacă din Câmpia munteană în frunte cu Dromihete (Dromichaites) și regele Traciei elenistice, Lisimah (Lisimachos). Lisimah voia să-și extindă regatul și pe malul stâng al Dunării, iar Dromihete dorea înapoi niște cetăți supuse de Lisimah, de pe malul drept al Dunării, din Dobrogea. Campania inițiată de suveranul elenistic la nordul Dunării și condusă de fiul său Agathocles se încheie cu un eșec. Agathocles este făcut prizonier de către căpetenia Dromihete, care s-a purtat foarte bine cu el și l-a trimis după câtva timp înapoi la Lisimah cu daruri, sperând să-și recapete astfel cetățile pierdute.
În schimb Lisimah pleacă în anul 292 î.Hr. cu o armată foarte mare împotriva lui Dromihete. Armata macedoniană trece Dunărea. După scurt timp suferă de foame și de sete (geții pustiiseră totul în calea năvălitorilor).
Armata lui Lisimah este înconjurată și capturată. Dromihete s-a purtat și de această dată frumos cu prizonierii. El îl duce pe Lisimah în Helis, capitala geților. Locuitorii cer uciderea lui Lisimah. Dromihete îi convinge că e mai bine să-l lase în viață, pentru că astfel își vor primi cetățile înapoi. Pe de altă parte, le spune că dacă Lisimah va muri, se va ridica alt rege care va veni împotriva lor.
Dromihete organizează apoi un mare ospăț în cinstea regelui macedonian. Lisimah a făgăduit că va fi prietenul și aliatul geților. Lisimah, eliberat, le-a redat geților cetățile de pe malul drept al Dunării. Se pare chiar că Dromihete a luat de soție pe una din fiicele regelul macedonian.